# 츠키후네 사라라
츠키후네 사라라(月船さらら, 1975년 5월 8일 ~ )는 일본의 배우이다. 전 다카라즈카 가극단 츠키구미 남역 스타이다. 일본 시가현 오쓰시 출신이며, 헤이안 여학원 중고등학교를 졸업했다. 애칭은 '사라란', '사라라'이다.

## 출연 작품
- 완전한 사육: 욕망의 시작 (2020)
- 나는 변태다 (2016)
- [[극장판 울트라 맨 X <왔다! 우리의 울트라맨>]] (2016)
- 치유사 키리코의 약속 (2015)
- 우리들은 모두 죽었어♪ (2013)
- 회오리 바람 식당의 밤 (2009)
- 일본소녀들이 원하는 것 (2009)